# ウィスコンシン (戦艦)
| Ms.22 迷彩のウィスコンシン、1944年 |                                     |                                     |                                     |
| 艦歴                               |                                     |                                     |                                     |
| 起工                               | 1941年1月25日                       | 1941年1月25日                       | 1941年1月25日                       |
| 進水                               | 1943年12月7日                       | 1943年12月7日                       | 1943年12月7日                       |
| 就役                               | 1944年4月16日                       | 1944年4月16日                       | 1944年4月16日                       |
| 退役                               | 1991年9月30日                       | 1991年9月30日                       | 1991年9月30日                       |
| 除籍                               | 2006年3月17日                       | 2006年3月17日                       | 2006年3月17日                       |
| その後                             | 博物館として公開                    | 博物館として公開                    | 博物館として公開                    |
| 性能諸元                           |                                     |                                     |                                     |
| 排水量                             | 基準：45,000t 満載：58,000t         | 基準：45,000t 満載：58,000t         | 基準：45,000t 満載：58,000t         |
| 全長                               | 887ft 3in（270.4m）                 | 887ft 3in（270.4m）                 | 887ft 3in（270.4m）                 |
| 全幅                               | 108ft 2in（33m）                    | 108ft 2in（33m）                    | 108ft 2in（33m）                    |
| 吃水                               | 37ft 8in（11.5m）                   | 37ft 8in（11.5m）                   | 37ft 8in（11.5m）                   |
| 最大速                             | 33kn（61.1km/h）                    | 33kn（61.1km/h）                    | 33kn（61.1km/h）                    |
| 乗員                               | 士官・兵員：1,600名                 | 士官・兵員：1,600名                 | 士官・兵員：1,600名                 |
| 機関                               | GE製蒸気タービン×4 出力：212,000Bhp | GE製蒸気タービン×4 出力：212,000Bhp | GE製蒸気タービン×4 出力：212,000Bhp |
| 兵装                               | 1944                                | 50口径40.6cm砲                      | 9門                                 |
| 兵装                               | 1944                                | 38口径12.7cm砲                      | 20門                                |
| 兵装                               | 1944                                | 56口径40mm対空砲                    | 80門                                |
| 兵装                               | 1944                                | 70口径20mm対空砲                    | 49門                                |
| 兵装                               | 1968                                | 50口径40.6cm砲                      | 9門                                 |
| 兵装                               | 1968                                | 38口径12.7cm砲                      | 20門                                |
| 兵装                               | 1983                                | 50口径40.6cm砲                      | 9門                                 |
| 兵装                               | 1983                                | 38口径12.7cm砲                      | 12門                                |
| 兵装                               | 1983                                | トマホークSLCM                      | 32発                                |
| 兵装                               | 1983                                | ハープーンSSM                       | 16発                                |
| 兵装                               | 1983                                | ファランクスCIWS                    | 4基                                 |

ウィスコンシン（USS Wisconsin, BB-64）は、アメリカ海軍の戦艦。アイオワ級戦艦の4番艦。艦名はアメリカ合衆国30番目の州に因む。その名を持つ艦としては二隻目。現在はバージニア州ノーフォークのナショナル・マリタイム・センターで記念艦として保存されている。
ウィスコンシンは艦種分類番号がBB-64であったが、BB-63のミズーリよりも先に完成した。

## 艦歴
ウィスコンシンは1941年1月25日にフィラデルフィア海軍造船所で起工し、1943年12月7日にウォルター・S・グッドランド夫人によって命名、進水し、1944年4月16日に初代艦長アール・E・ストーン大佐の指揮下就役した。

### 第二次世界大戦
チェサピーク湾での公試および慣熟訓練後、ウィスコンシンはノーフォークを1944年7月7日に出港、英領西インド諸島に向かった。トリニダード島での整調航海後フィラデルフィアに帰還し補修を行った。
1944年9月24日にウィスコンシンは西海岸へ出航、パナマ運河を通過し10月2日に太平洋艦隊に合流した。その後訓練演習のためハワイ水域に移り、続いて西カロリン諸島に向かった。12月9日にウルシー泊地に到着し、ウィリアム・ハルゼー提督指揮下の第3艦隊に加わった。
ウィスコンシンはフィリピン攻略戦のさなかに到着した。司令部はルソン島南方、ミンドロの南西海岸上陸を計画し、その時点からアメリカ軍は南シナ海を通過して日本の大洋航路に脅威を与えることができた。
続いて行われるミンドロ進攻に備えて、第3艦隊所属の第38任務部隊は日本軍の抵抗を弱めるためマニラに空襲を行い、ウィスコンシンは空母部隊の護衛任務を割り当てられた。
その後ハルゼー艦隊は台風に遭遇した。猛烈な台風は艦隊を直撃し、多くの艦が燃料補給とバラストの搭載を必要とした。駆逐艦ハル（USS Hull, DD-350）、モナハン（USS Monaghan, DD-354）、スペンス（USS Spence, DD-512）の3隻が転覆、沈没したが、ウィスコンシンは無傷で台風をきりぬけ、その耐候性を証明した。
ウィスコンシンは続いてルソン島占領に参加した。アメリカ軍上陸部隊は南部海岸を回避して、3年前に日本軍が上陸したリンガエン湾に上陸を始めた。
重対空砲火を備えたウィスコンシンは台湾、ルソン島、南西諸島への空襲を行う第38任務部隊の空母の護衛と、リンガエン湾攻撃支援の砲撃を実施した。1945年1月3日から22日まで行われたこれらの攻撃は、日本軍主力部隊への打撃になると考えられた。
ウィスコンシンが護衛する空母部隊はサイゴンとカムラン湾への攻撃を開始した。1月12日の攻撃で第38任務部隊の艦載機は41隻の敵艦を沈め、乾ドックや貯蔵庫を破壊した。台湾は1月3日、4日とすでに攻撃を受けていたが、9日、15日、21日に再び攻撃を受けた。1月を通してウィスコンシンは空母の護衛を行い、艦載機部隊は香港の海軍補給地、海南島、広東の精油所および沖縄を攻撃した。
レイモンド・スプルーアンス提督が艦隊司令官としてハルゼー提督と交代し、ウィスコンシンは第5艦隊に配属となる。第58任務部隊の空母は東京への攻撃に向かい、本艦もまたそれと共に北方へ移動した。1945年2月16日に機動部隊は悪天候に紛れて本州沿岸に接近し、奇襲に成功した。その結果ウィスコンシンおよび僚艦は敵機322機を撃墜し、地上でさらに177機を破壊した。このとき、軍艦艇及び一般艦艇も徹底的な攻撃を受けた。
ウィスコンシンと機動部隊は2月17日に硫黄島に移動し、19日に上陸部隊の直接支援を行った。その後25日に関東沖を再び訪れ翌日八丈島を攻撃、地上施設に大きな打撃を与える。艦載機部隊は5隻の小型艦艇を撃沈し、158機の敵機を破壊した。
ウィスコンシンと機動部隊は3月14日にウルシー泊地を出航した。部隊の任務は、沖縄沖のアメリカ艦隊に対する日本本土からの航空攻撃の排除であった。呉および神戸から出航した日本艦隊は第58任務部隊の艦載機により攻撃された。3月18日、19日に九州南西160kmの水域で第58任務部隊は日本軍部隊と交戦した。19日の戦闘で不運にもアメリカ軍の対空砲火は特攻機の攻撃を防ぐことができず、フランクリン（USS Franklin, CV-13）が大きな被害を受けた。同日午後、部隊は燃えさかるフランクリンを護衛しながら九州沖を撤退した。撤退の際に護衛部隊は48機の敵機を撃墜した。
ウィスコンシンは3月24日に沖縄に向けての主砲による艦砲射撃を行った。部隊の他の戦艦と共に、ウィスコンシンは上陸に備えて陸上の日本軍拠点を砲撃した。日本軍の抵抗は激烈であったが、多くの航空機と熟練パイロットを失い徐々に弱まっていった。

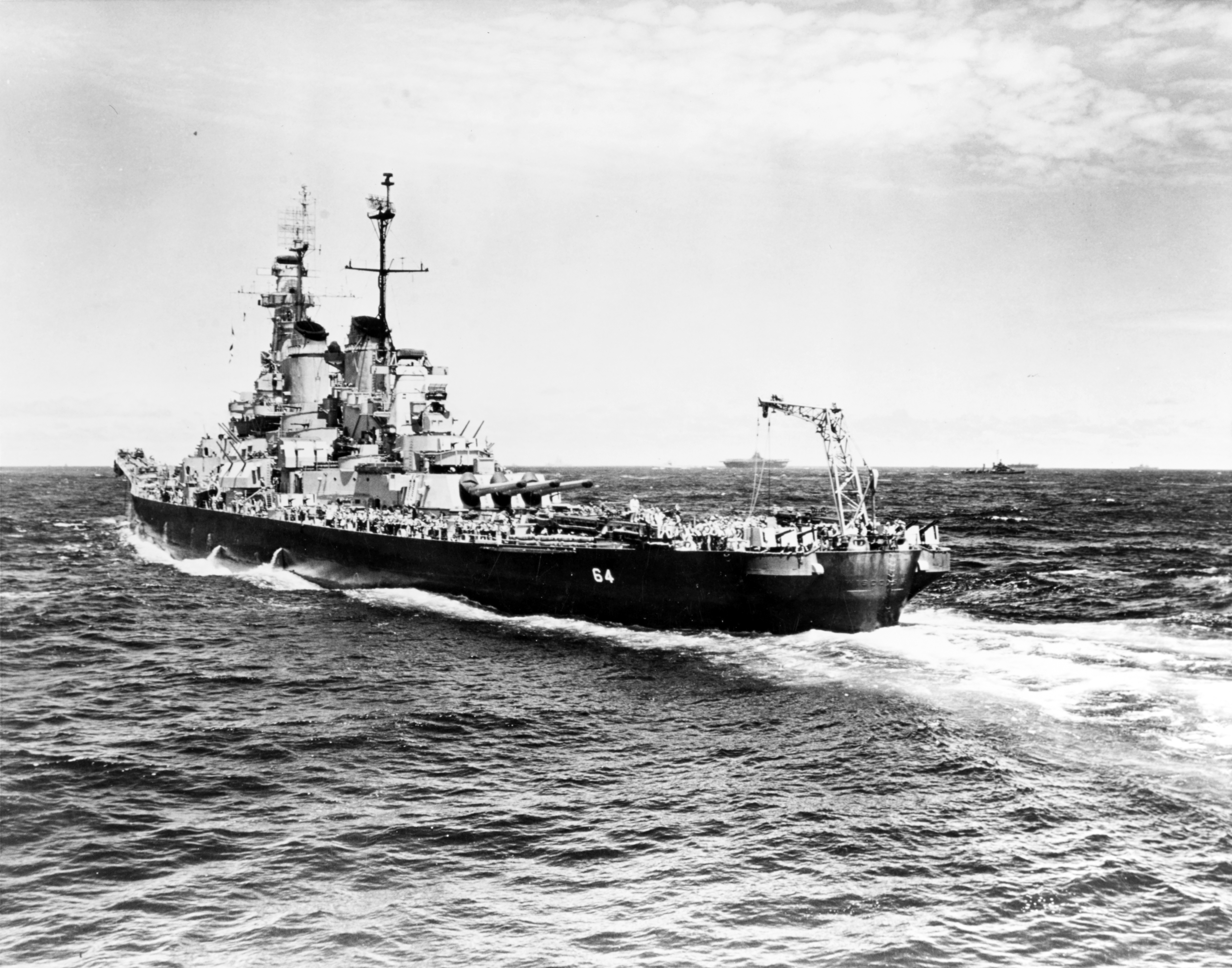
太平洋で空母部隊を護衛するウィスコンシン

第58任務部隊は4月7日に戦艦大和と交戦した。艦載機部隊が大和とその護衛艦隊を攻撃している間、日本軍機はアメリカ軍艦艇への攻撃を行った。戦闘飛行偵察部隊は15機の敵機を撃墜し、艦艇からの対空射撃は3機を撃墜した。しかし1機の特攻機が防御をすり抜けハンコック（USS Hancock, CV-19）の飛行甲板に直撃した。4月11日に日本軍は再び特攻を行う。激しい対空砲火により特攻機を迎撃し、戦闘飛行偵察部隊は17機を撃墜、艦砲は12機を撃墜した。翌日151機の日本軍機が襲来したが、ウィスコンシンを始めとする護衛部隊の砲撃は空母への攻撃を寄せ付けず、艦へ達する直前にそれらを撃破した。しかしながら日本軍の攻撃はイントレピッド（USS Intrepid, CV-11）、バンカー・ヒル（USS Bunker Hill, CV-17）およびエンタープライズ（USS Enterprise, CV-6）に損害を与えた。
6月4日に艦隊は台風に遭遇した。ウィスコンシンは無傷で乗り切ったが、3隻の巡洋艦、2隻の空母と駆逐艦が深刻なダメージを受けた。攻撃作戦は6月8日に九州への空襲で再開された。日本軍の迎撃機による抵抗は散発的で、事実上無いに等しかった。29機が発見され破壊された。同日ウィスコンシンの水上機がシャングリラ（USS Shangri-La, CV-38）から発進、着水したパイロットを救助した。
ウィスコンシンは6月18日にレイテ湾に停泊し、修理と補給を受けた。3週間後の7月1日、随伴艦艇と共に日本本土攻撃の空母部隊護衛のために出航した。9日後、第38任務部隊の空母艦載機は関東地区の工業施設と地上に駐機された日本軍機72機を撃破した。日本軍の抵抗はほとんど無くなり、ウィスコンシンおよび他の艦艇はその所在を隠そうともしなかった。
7月16日にウィスコンシンは北海道室蘭市で製鉄所と精油所に艦砲射撃（室蘭艦砲射撃）を実施した。その2日後には茨城県日立市および勝田町（現ひたちなか市）の工業施設に砲撃を行った。この砲撃にはイギリス海軍の戦艦も参加した。この時点でウィスコンシンを始めとする連合軍の戦艦は本州に対して効果的な艦砲射撃を繰り返した。
第38任務部隊の艦載機は横須賀海軍基地を攻撃し、停泊していた戦艦長門と他の艦艇2隻を破壊した。7月から8月にかけて艦載機部隊は日本本土攻撃を行い、最後の攻撃は終戦2日前の8月13日で東京に対するものであった。2日後の8月15日に日本はポツダム宣言を受諾し太平洋戦争は終結した。
ウィスコンシンは占領軍部隊の一部として9月6日に東京湾に入港した。ウィスコンシンは第二次世界大戦で105,831マイル（170,318km）の航海を行い、敵機3機を撃墜、4機を僚艦と共同で撃墜した。そして随伴駆逐艦に250回燃料を供給した。

### 大戦後
ウィスコンシンは沖縄に移動した後、9月22日に帰国するGIを乗艦させた。マジック・カーペット作戦の一環として陸軍、海軍、海兵隊の兵士を乗せたウィスコンシンは9月23日に沖縄を出航した。10月4日に真珠湾に到着し、5日間停泊した後西海岸に向かう。ウィスコンシンは10月15日にサンフランシスコに到着した。
1946年1月初めに東海岸に向けて出航、1月11日から13日にかけてパナマ運河を通過し、1月18日にバージニア州ハンプトン・ローズに到着した。続いてグアンタナモ湾に向かい、その後オーバーホールのためノーフォーク海軍造船所入りした。夏の数ヶ月を使って修理、改造を行い、その後ウィスコンシンは南アメリカ水域に向けて出航した。
ウィスコンシンは11月1日から6日までチリのバルパライソに停泊、9日から13日まではペルーのカヤオ、16日から20日まではパナマのバルボア、22日から26日まではベネズエラのラ・グアイラを訪れた。12月2日にはノーフォークに帰還した。
ウィスコンシンは1947年を通じて練習艦として海軍予備役兵に対する2週間の訓練航海を繰り返した。巡航はニュージャージー州ベイヨンからグアンタナモ湾を訪れ、パナマ運河を通過した。艦はベイヨン出航から様々な訓練演習を行った。6月から7月の間にウィスコンシンは海軍兵学校生を乗艦させ北ヨーロッパに巡航した。
1948年1月にウィスコンシンは不活性化を命じられ、7月1日に予備役となりノーフォークの大西洋予備役艦隊入りした。

### 朝鮮戦争

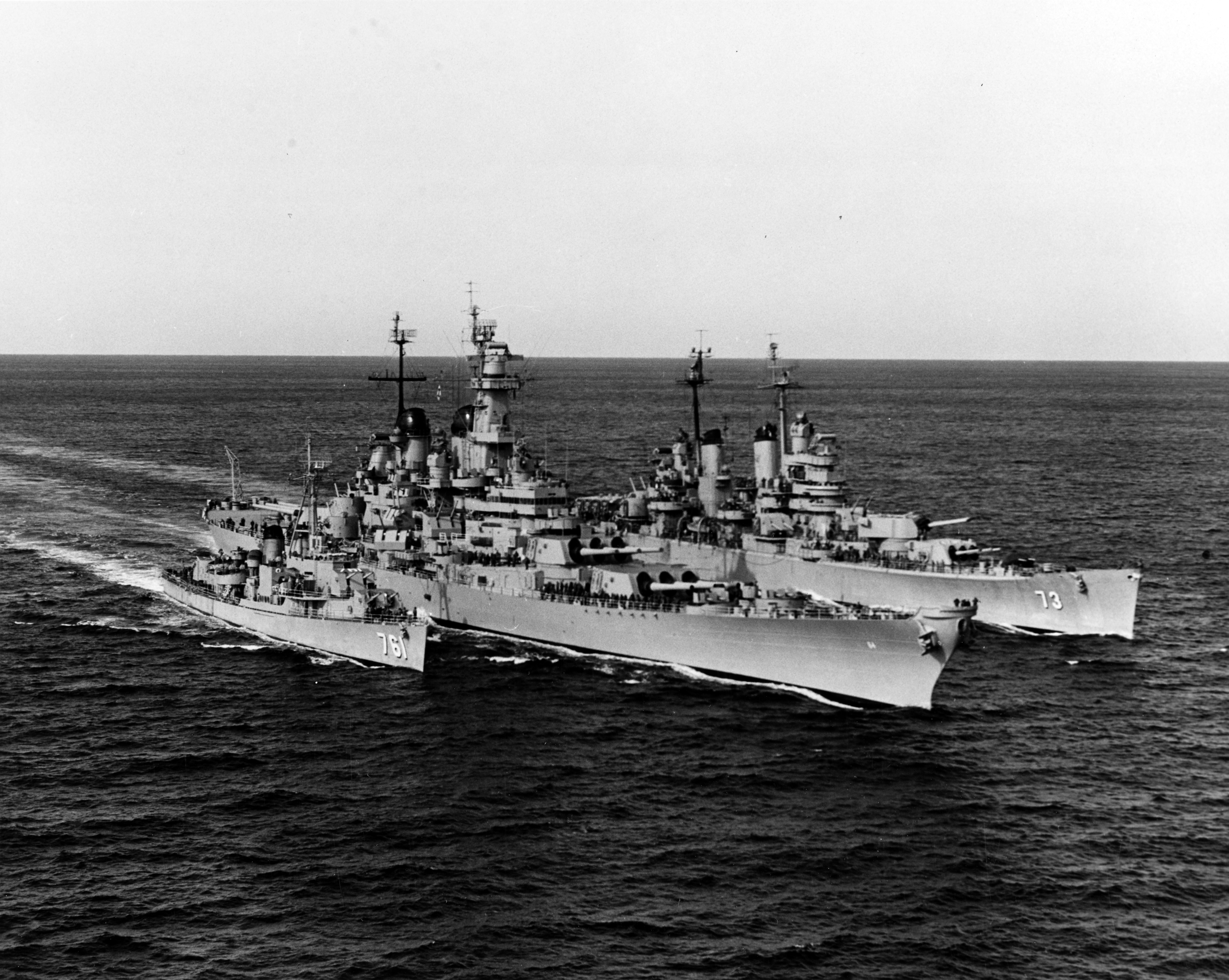
バック（DD-761）、セントポール（CA-73）と韓国沖を航行するウィスコンシン、1952年

しかしながら、「モスボール」状態での保管は、1950年6月に勃発した朝鮮戦争により比較的短期間に終わった。ウィスコンシンは1951年3月3日に艦長トーマス・バロウズ大佐の指揮下再就役した。整調訓練後、ウィスコンシンは海軍兵学校生の訓練巡航を2度行い、士官候補生達を乗せてスコットランドのエジンバラ、ポルトガルのリスボン、ノバスコシア州ハリファックス、ニューヨーク、キューバのグアンタナモ湾を訪れ、ノーフォークに帰還した。ニューヨーク湾を出航する際、海底の泥に座礁したが、船体への損害は無く8月23日に無事離礁した。
ウィスコンシンは1951年10月25日にノーフォークを出航し太平洋に向かった。10月29日にパナマ運河を通過し、11月21日に日本の横須賀に到着した。同地でニュージャージー（USS New Jersey, BB-62）と交代して第7艦隊司令官H・M・マーティン中将の旗艦となった。
11月26日、マーティン中将および太平洋支援戦隊司令官F・P・デネブリンク少将が乗艦し、ウィスコンシンは横須賀を出航、韓国水域で第77任務部隊の支援に向かう。ウィスコンシンは12月2日に空母部隊と別れ、護衛の駆逐艦ウィルトジー（USS Wiltsie, DD-716）とともに高城郡地域の韓国軍部隊に対して支援砲撃を行った。12月3日に江陵でデネブリンク少将を上陸させた後に、ウィスコンシンは砲撃ライン上でのステーション任務を再開し、第1海兵師団への支援砲撃を行い、戦車1両、沿岸砲2門、ビル1棟を破壊した。第1海兵師団および韓国陸軍第1師団への支援は12月6日まで行われ、燃料庫、砲兵陣地および補給拠点を破壊した。ウィスコンシンは支援要請により艦砲射撃と3発の照明弾を発射し、照射により位置が明らかになった北朝鮮軍は相当の損害を負って撃退された。
12月6日に重巡洋艦セントポール（USS St. Paul, CA-73）と交代し、ウィスコンシンは砲撃支援任務から離れた。しかしながら12月11日にトワイニング（USS Twining, DD-540）の護衛を受け高城郡地域で砲撃支援を再開した。翌12日には第2戦艦分艦隊の司令官H・R・サーバー少将が乗艦した。サーバー少将は極東への視察に伴ってヘリコプターで艦に乗り込んだ。
ウィスコンシンは12月14日まで砲撃ラインでの支援砲撃を継続し、燃料庫、戦闘司令所、砲兵陣地および塹壕を破壊した。12月14日に砲撃ラインを離れ、Kojo 地域での特別砲撃支援任務で、海岸の国連軍部隊を援護、沿岸目標を破壊した。同日高城郡地域へ戻り、翌15日にはサーバー少将が艦を離れた。16日にウィスコンシンは韓国水域を離れ、佐世保のアメリカ海軍基地へ向かった。
ウィスコンシンは12月17日に作戦地帯へ戻った。翌18日にミシガン州選出上院議員ホーマー・S・ファーガソンが乗艦、同日晩、韓国陸軍第11師団に対し照明弾を発射して支援を行った。12月19日に砲撃ラインを離れ、ファーガソン議員はヘリコプターで空母ヴァリー・フォージ（USS Valley Forge, CV-45）へ移乗した。
- 1952年 - 3月15日 北朝鮮の清津地区を砲撃中、右舷1番砲塔付近の舷側に被弾した。

4月1日に姉妹艦アイオワ（USS Iowa, BB-61）と第7艦隊旗艦任務を交代したウィスコンシンは、横須賀を出航し帰国の途に就く。途中グアムに立ち寄り、4月4日、5日に海軍最大の浮きドックの試験を行った。ウィスコンシンはアイオワ級戦艦で浮きドックを使用した初の艦となる。その後真珠湾を経由して4月19日にカリフォルニア州ロングビーチに到着、続いてノーフォークに向かった。

### 朝鮮戦争後
1952年6月初めにウィスコンシンは訓練艦としての任務を再開し、海軍兵学校生の訓練巡航でスコットランドのグリーノック、フランスのブレスト、キューバのグアンタナモ湾を訪れ、ノーフォークに帰還した。8月25日にハンプトン・ローズを出航し、NATOの演習「メインブレース作戦」に参加した。ノーフォークに帰還するとウィスコンシンはノーフォーク海軍造船所でオーバーホールを行った。ウィスコンシンは1952年から53年にかけて大西洋艦隊に所属し、海軍兵学校生の訓練と演習に従事した。1ヶ月の定期メンテナンスの後、ウィスコンシンは1953年9月9日にノーフォークを出航し極東に向かった。
パナマ運河を経由して日本に向かい、ウィスコンシンは10月12日にニュージャージーと交代して第7艦隊旗艦となった。翌月は神戸、佐世保、横須賀、小樽、長崎を訪れ、クリスマスは香港で過ごした。1954年4月1日に旗艦任務を離れ帰国の途に就き、ロングビーチとパナマ運河を経由して5月4日にノーフォークに到着した。
6月11日にノーフォーク海軍造船所入りしたウィスコンシンは短期オーバーホールの後、7月12日に海軍兵学校生の訓練巡航を行った。グリーノック、ブレスト、グアンタナモ湾を再訪した後、修理のためノーフォーク海軍造船所に帰還。続いて大西洋艦隊に合流、第2艦隊司令官旗艦として演習に参加した。1955年1月にノーフォークを出航、「スプリングボード作戦」に参加し、この間にハイチのポルトープランスを訪問、ノーフォークに帰還するとその年の夏は再び海軍兵学校生の訓練巡航を行い、エジンバラ、デンマークのコペンハーゲン、グアンタナモ湾を訪問した。
ニューヨーク海軍造船所での本格オーバーホールの後、ウィスコンシンは南に向かいカリブ海での回復訓練を行った。その後再び演習に参加し、ポルトープランスを再訪、加えてメキシコのタンピコ、コロンビアのカルタヘナを訪れた。1955年3月31日にノーフォークに帰還し、沿岸活動を行う。10月19日、ニューヨーク湾のイースト・リバーでの活動中に座礁したが、大きな損害もなくおよそ1時間で離礁した。

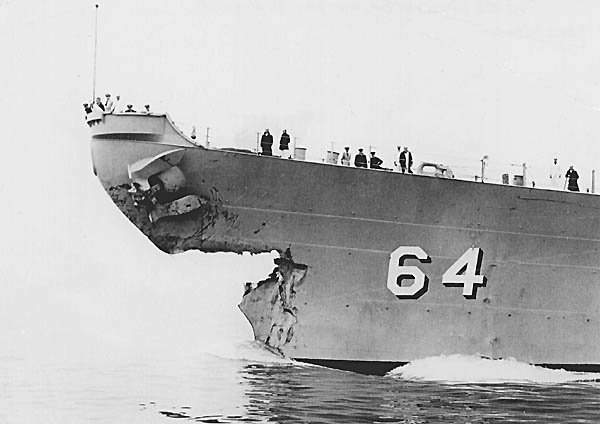
イートン (DDE-510) と衝突し艦首を損傷したウィスコンシン

4月から5月にかけてウィスコンシンはバージニア岬沖での活動を行った。5月6日、濃霧の中で駆逐艦イートン（USS Eaton, DD-510）と衝突事故を起こした。ウィスコンシンは艦首部分を大きく損傷し、一週間後ノーフォーク海軍造船所に入渠した。その補修のため、艦首部分を未完成艦のケンタッキー（USS Kentucky, BB-66）から移植することが決定された。ケンタッキーは艦首から68フィート（21m）を切断し、120トンの艦首部分は艀船によってニューポート・ニューズ海軍造船所からハンプトン・ローズを横切りノーフォーク海軍造船所まで運ばれた。ウィスコンシン乗員および造船所員の昼夜を問わない作業により、艦首の接合は16日間で完了した。1956年6月28日、ウィスコンシンは出航準備を完了した。

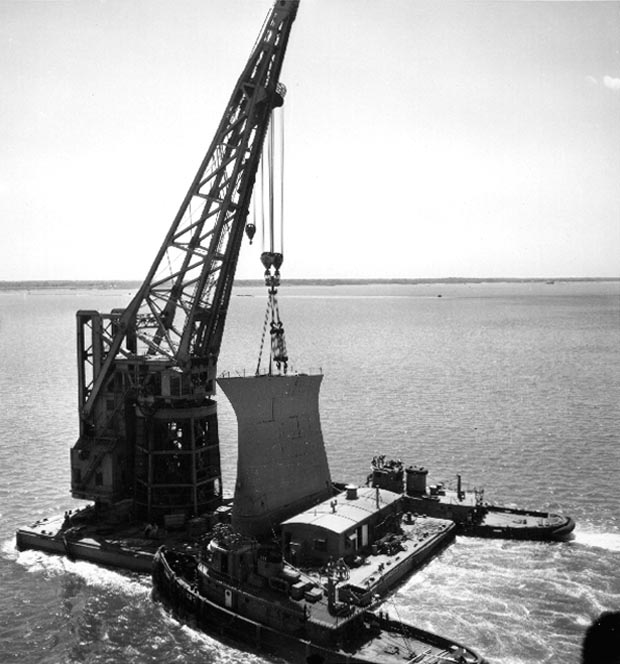
ウィスコンシンに移植するために運ばれるケンタッキーの艦首部分

ウィスコンシンは7月9日に海軍兵学校生の訓練任務を再開した。その年の秋、カロライナの沖合で大西洋艦隊の艦隊演習に参加し、1956年11月8日に帰還した。一週間後ノーフォーク海軍造船所入りし広範囲な補修が行われ、作業は1957年1月2日に完了した。
1月3日、4日および9日から11日までバージニア岬沖で活動した後、1月16日にノーフォークを出航、グアンタナモ湾で艦隊訓練部隊に合流した。ウィスコンシンはヘンリー・クロメリン少将の旗艦として2月2日から4日までプエルトリコのクレブラ島沖で艦砲射撃訓練およびその他の演習を行った。訓練を完了し7日にノーフォークに帰還、沿岸での活動を再開した。3月27日に地中海に向けて出航し、4月6日にジブラルタルに到着、第60任務部隊と共にエーゲ海を巡航し、トルコでNATOの演習「レッド・ピヴォット」に参加した。
4月14日にゼロス湾を出航、4日後にナポリに到着し、ウィスコンシンは地中海東部での訓練を行った。それらの訓練の途中、墜落した空母フォレスタル（USS Forrestal, CVA-59）艦載機のパイロットと乗組員を救助している。5月10日にスペインのバレンシアに到着し、3日後にスペインの軍人および市民を乗艦させた。
バレンシアを4月17日に出航、ウィスコンシンは5月27日にノーフォークに到着し、L・S・パークス少将がクロメリン少将と交代して第2戦艦分艦隊の司令官として着任した。海軍兵学校生を乗せたウィスコンシンは6月19日にノーフォークを出航し、南米への訓練巡航を行い7月3日にバルパライソに到着した。その8日後、パナマ運河および大西洋へと向かった。
グアンタナモ湾、クレブラ島沖での訓練後、ウィスコンシンは8月5日にノーフォークに到着し、9月まで沿岸での活動を行った。その後北大西洋を横断してNATO軍の演習に参加し、イギリス諸島へ向かった。
ウィスコンシンの現役任務は残り僅かであった。1957年11月4日、最後の巡航に向けて著名人のゲストを多数乗艦させノーフォークを出港し、6日にニューヨークに到着、ゲストを下艦させると8日にニュージャージー州ベイヨンに向かい、不活性化オーバーホールに入った。1958年4月8日にベイヨンで予備役となり、予備役艦隊入りした。それは1896年以来、初めてアメリカ海軍の現役任務から戦艦が姿を消した日であった。ウィスコンシンはフィラデルフィア海軍工廠に移動し、姉妹艦のアイオワと共に1980年代まで保管されることとなる。

### 再就役と湾岸戦争

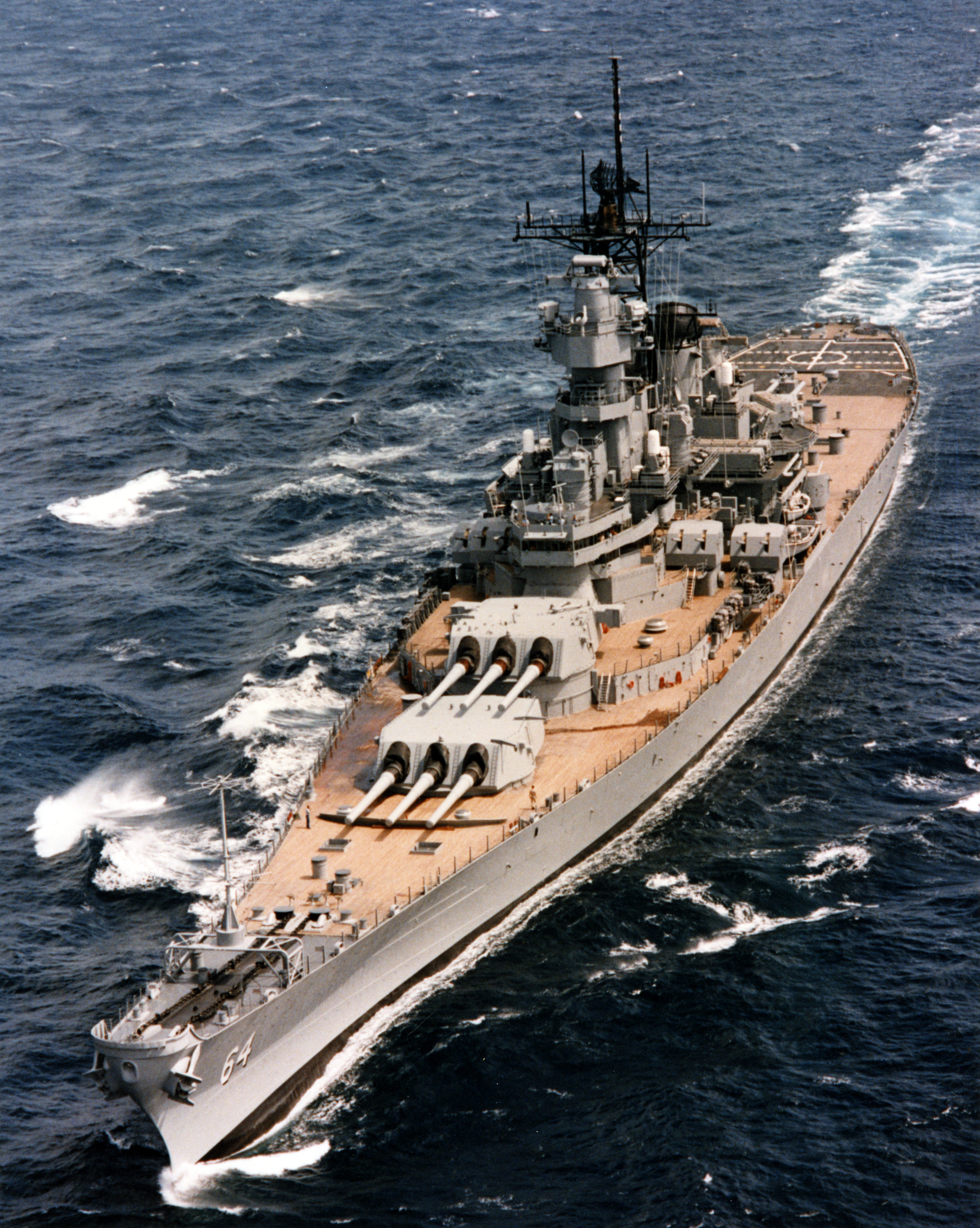
再就役後のウィスコンシン

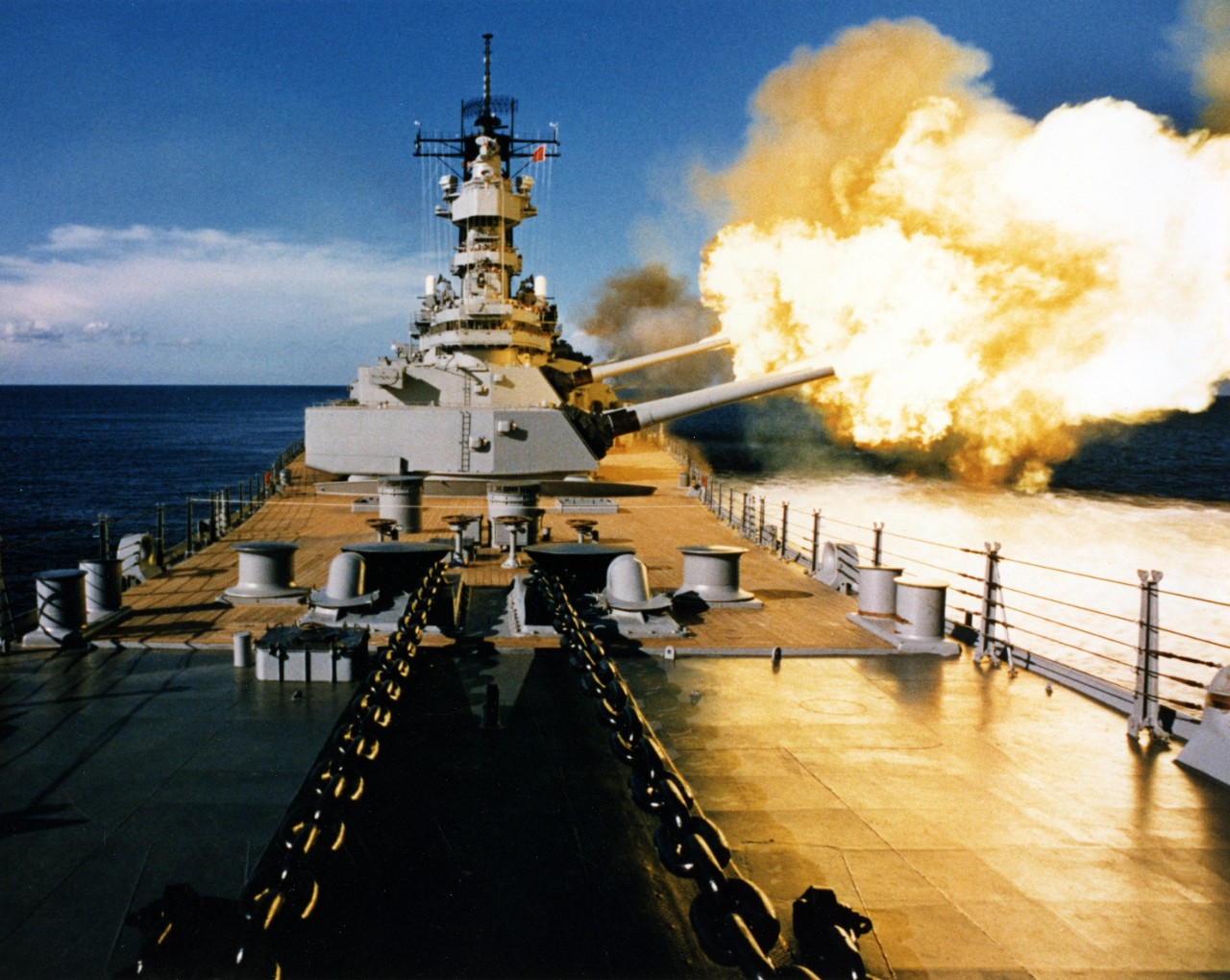
砲撃中のウィスコンシン

### 退役

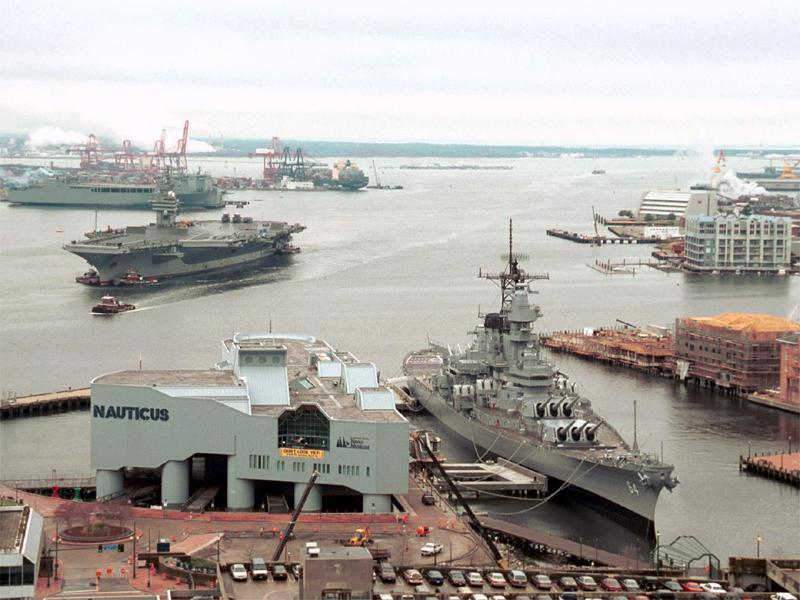
記念艦として公開されるウィスコンシン

1991年のソビエト連邦の崩壊に伴いアメリカ合衆国に対する脅威は低下し、国防予算の徹底的な削減が行われることになった。戦艦を運用する高額なコストは効果のない消費と考えられた。その結果、ウィスコンシンは1991年9月30日に退役した。本艦は1996年10月15日にノーフォーク海軍造船所に移動したが、1996年の国防認可法によってアイオワと共に維持される戦艦に指定された。2000年12月7日にウィスコンシンはノーフォークから牽引され、ナショナル・マリタイム・センターに隣接して停泊した。ウィスコンシンの露天甲板は一般に公開されたが、予備役艦隊の一部であるため、戦闘艦として最低限の維持が続いた。
しかし、両艦を維持するコストは計算上10ヶ月のプログラムで4億3,000万ドル、14ヶ月のプログラムで5億ドルを要すると算出された。結局、2006年の国防認可法は海軍長官によるアイオワとウィスコンシンの除籍を認め、アイオワとウィスコンシンは2006年3月17日に公式に除籍された。
ウィスコンシンは第二次世界大戦の戦功で5つの、朝鮮戦争の戦功で1つの従軍星章を受章し、湾岸戦争の戦功で海軍部隊殊勲章を受章した。
除籍後もウィスコンシンは海軍が保有していたが、海軍は2010年12月14日にノーフォーク市に寄贈された。2012年3月28日、ウィスコンシンはアメリカ合衆国国家歴史登録財に登録された。